# محاضرات تيري

محاضرات دوايت إتش. تيري والتي تعرف أيضا بمحاضرات تيري، هي محاضرات تُنظم في جامعة ييل ضمن مبادرة بدأت في العام 1905 من منحة قدمها دوايت إتش تيري. وتهدف هذه المحاضرات إلى طرح القضايا الدينية من وجهة نظر إنسانية وفي ضوء العلم والفلسفة في العصر الحديث. وهي شبيهة من حيث الموضوع بمحاضرات جيفورد في اسكتلندا. وقد شارك العديد من المحاضرين حول العالم في هذه المحاضرات.
تكون هذه المحاضرات مجانية ومتاحة للعامة. وعادة ما يكون عنوان المحاضرة مقسماً على أربع محاضرات يلقيها المفكر الزائر على فترة شهر أو أقل. وعادة ما يتم إصدار المحاضرات في صورة كتب تنشرها مطبعة جامعة ييل، كما يتم توثيق هذه المحاضرات بالصوت والصورة على الموقع الرسمي الخاص بمحاضرات تيري.
ألقيت أول محاضرة من محاضرات تيري في العام 1923 وقدمها جون آرثر تومسون وكانت موضوع المحاضرة حول نظرية النشوء والارتقاء.

## الروابط الخارجية
- الموقع الرسمي لمحاضرات تيري